# Cyprinodon pecosensis
Cyprinodon pecosensis é uma espécie de peixe da família Cyprinodontidae.
É endémica dos Estados Unidos da América.